# Leonid Szaposznykow
Leonid Anatolijowycz Szaposznykow (ukr. Леонід Анатолійович Шапошников, ur. 30 października 1969 w Chabarowsku) – ukraiński wioślarz, brązowy medalista olimpijski z Aten.
Brał udział w czterech igrzyskach olimpijskich (IO 92 – jako reprezentant WNP, IO 96, IO 00, IO 04). Po medal w 2004 sięgnął w czwórce podwójnej. Osadę tworzyli również Serhij Biłouszczenko, Serhij Hryń i Ołeh Łykow. Na mistrzostwach świata zdobył w tej konkurencji srebro w 1993, 1994 i 1999 oraz brąz w 1997. W 1991 zajął drugie miejsce w dwójce podwójnej, jeszcze w barwach ZSRR.